# Diego Ledesma
Diego Ledesma (provincia de Santiago del Estero, Argentina, 4 de septiembre de 1979) es un futbolista argentino. Juega de defensor central o lateral derecho en Fénix y su primer equipo fue Huracán.

## Clubes
| Club                     | País      | Año           |
| ------------------------ | --------- | ------------- |
| Huracán                  | Argentina | 1997-2002     |
| Instituto de Córdoba     | Argentina | 2002-2003     |
| Huracán (Tres Arroyos)   | Argentina | 2003-2004     |
| Juventud Antoniana       | Argentina | 2004-2006     |
| Defensa y Justicia       | Argentina | 2006-2007     |
| Chacarita Juniors        | Argentina | 2007-2008     |
| Tiro Federal             | Argentina | 2008-2009     |
| Manta F.C.               | Ecuador   | 2009-2011     |
| San Martín (Tucumán)     | Argentina | 2011          |
| Club Aurora              | Bolivia   | 2011-2012     |
| Central Norte            | Argentina | 2012          |
| Deportivo Azogues        | Ecuador   | 2013          |
| Atlanta                  | Argentina | 2013-2016     |
| Defensores de Cambaceres | Argentina | 2016-2017     |
| Fénix                    | Argentina | 2017-presente |